# Райхскомісаріат Московія
Ра́йхскомісаріат Моско́вія (нім. Reichskommissariat Moskowien) — планований райхскомісаріат у складі Третього Райху на окупованій ним території Радянської Росії у роки Німецько-радянської війни, обмежований з одного боку райхскомісаріатами Остланд і Україна, а з другого — лінією «А—А».

## Опис
Столицею (точніше — адміністративним центром) Московії залишалася б Москва, а першим її райхскомісаром призначався Зігфрід Каше. Офіційними мовами нового утворення передбачалося зробити німецьку та російську. Після перемоги Німеччини на території Московії площею приблизно в 2,9 млн кв. км і з населенням у 50-60 млн осіб повинна була виникнути підконтрольна Німеччині Росія. Зі складу райхскомісаріату Московія виключалася частина територій сучасної європейської Росії: Карелія, Кольський півострів і Карельський перешийок передавалися Фінляндії, південноросійські землі (Орловщина, Тамбовщина, Саратов) —  Україні, західноросійські землі (Псковщина,  Смоленщина) —  Остланду.

## Політика
Розенберг вважав, що політичною метою  операції «Барбаросса» було не тільки абсолютне знищення  радянської влади, а й звільнення райху від так званого «Східного кошмару на сторіччя наперед», тобто знищення  Російської держави, незалежно від її політичної ідеології, оскільки, на думку нацистів, Росія як найбільша слов'янська держава і потенційний призвідник  панславізму історично була головним суперником і загрозою для німецьких держав. У меморандумі, направленому Розенбергу в березні 1942 р., нацистський антрополог Отто Рех виступає за ідею "знищення" основного ядра Росії та поділ його на дрібніші та історичні східнослов’янські етноси, що існували в середньовіччі, такі як, наприклад, в'ятичі і сіверяни Навіть білоруський і український етноси, на думку антрополога, вважались «небезпечно великими».

## Адміністративний поділ
Райхскомісаріат поділявся б на 5-8 генеральних округ — ті у свою чергу на  повіти і волості на чолі з бургомістрами (див. Локотське самоврядування). На чолі дрібніших адміністративних одиниць стояли старости. 
Орієнтовні генеральні округи:
- Москва (нім. Moskau)
- Тула (нім. Tula)[4]  крайній південний захід Московії, що межує на заході з Остландом, а на сході з Україною.
- Горький[5] або Нижній Новгород[6] — центральна Московія між В’яткою, Казанню та Москвою (Залісся).
- В’ятка (нім. Wjatka) — північна частина Московії, що прилягає до фінської Карелії і Північного Льодовитого океану.
- Ленінград[5] або Петербург[6] або ж навіть Адольфсбург (нім. Adolfsburg)[7][8] — крайній північний захід Московії, що включає  Новгородчину,  Тверську область і  Вологодчину. За іншою версією, Ленінград передбачалося «зрівняти з землею і передати  Фінляндії[1][9].За третьою —  Ленінградську область передбачалося перейменувати в  Інгерманландію і перетворити на один із центрів німецької колонізації[7].
- Казань[10]
- Уфа, причому створення Урало-Волзької держави в нацистські плани не входило[11].
- Перм — вона б охоплювала весь Урал і Західний Сибір (Свердловськ, Челябінськ, Омськ, Новосибірськ)[12].

Втім, існування генеральних округ Уфа і Перм було під питанням, оскільки вони лежали за межами  лінії «А-А». Генеральна округа Казань (разом з  Мордовією і  Чувашією) також за деякими версіями могла бути віддана райхскомісаріату Туркестан.
Проте означені плани не втілилися в життя завдяки перемозі СРСР і його союзників у Другій світовій війні та розгрому ІІІ Райху.